# Emerson Spencer
Emerson Lane Bud Spencer (født 10. oktober 1906 i San Francisco, død 15. maj 1985 i Palo Alto) var en amerikansk atlet, som løb mellemdistancer.

## Idrætskarriere
Spencer vandt i 1926 det amerikanske universitetsmesterskab i 440 yards hækkeløb, og det følgende år vandt det tilsvarende mesterskab i 400 yards løb. Han havde den hurtigste tid i 1928 på 400 m med 47,0 sekunder sat i maj, hvilket var ny verdensrekord. Trods dette lykkedes det ham ikke at kvalificere sig til denne disciplin til OL 1928 i Amsterdam.
Han kom dog alligevel med til legene som medlem af det amerikanske 4 × 400 m stafethold. Amerikanerne vandt deres indledende heat, og i finalen lagde de sig også i spidsen fra starten. Her holdt de sig hele vejen og vandt i ny verdensrekordtid på 3.14,2 minutter, mens Tyskland fik sølv og Canada bronze. Ud over Spencer bestod det amerikanske hold af George Baird, Fred Alderman og Ray Barbuti.

## Videre karriere
Spencer var i mange år sportsredaktør på det nu nedlagte San Francisco News. Efter sin pensionering var hjælpetræner for løberne på Stanford University.